# Abdopus
Abdopus ist eine Gattung aus der Familie der Echten Kraken. Die Gattung wurde erst im Jahr 2001 durch Mark D. Norman und Julian Finn neu aufgestellt. Sie umfasst sieben Arten (Stand: 2017).

## Merkmale

### Anatomie
Abdopus-Arten sind kleine bis mittelgroße Octopodidae, mit einem muskulösen Mantel. Die Gestalt des Mantels variiert von einem eiförmigen Aussehen bis zu der Form einer Amphore.
Die Tentakel sind bei allen Arten sehr lang. Sie besitzen die vier- bis achtfache Mantellänge, wobei die Seitenarme am längsten sind. Die Anzahl der Saugnäpfe, die in zwei Reihen angeordnet sind, unterscheidet sich zwischen der Arten. Bei geschlechtsreifen Männchen sind zwei bis vier Saugnäpfe an jedem Arm größer als die restlichen. Bei reifen Weibchen sind diese nur geringfügig vergrößert. Bei Männchen bildet der dritte rechte Arm den Hectocotylus. Dieser ist etwas kleiner und schmaler als der gegenüberliegende Tentakel. Der Penis ist linear und bildet einfache Divertikel. Die Velarhaut erstreckt sich typischerweise auf 15 % der Armlänge. Am weitesten ist sie zwischen den seitlichen Armen ausgebildet.
Die Kiemen besitzen fünf bis zehn Lamellen pro Demibranch. Der Schnabel ist relativ klein. Die Radula besteht aus neun Elementen, sieben Zahnreihen und Randplatten. Die Größe der posterioren Speicheldrüsen fällt bei den einzelnen Arten unterschiedlich aus und reicht von einer durchschnittlichen bis zu einem verhältnismäßig großen Durchmesser. Abdopusse haben ein W-förmiges Trichterorgan. Ein Tintensack und anale Klappen sind bei allen Arten vorhanden. Der Nebenzweig der Speiseröhre bildet einen deutlichen Kropf.

### Aussehen
Die Farbgebung und Farbmuster sind zwischen den einzelnen Arten variabel. Alle Abdopus-Arten haben jedoch ein Querpaar von weißen Flecken auf dem Mantelrücken. Die Gattung besitzt keine falschen Augenflecken. Die Haut aller Abdopusse hat eine unregelmäßige, rissige Rillenstruktur mit großen, weitverzweigten, warzenartigen Gebilden, genannt Papillen. Sie erstrecken sich bei allen Arten über der dorsalen Oberfläche und den Armen. Dies verleiht allen Abdopussen ein buschiges Aussehen. Alle Arten weisen zudem komplexe Körpermuster auf, die eine ausgezeichnete Tarnung ermöglichen. Wie alle Echten Kraken können auch Abdopusse durch eine Kombination aus verschiedenen Chromatophoren und einer Veränderung der Hauttextur ihr Aussehen der Umgebung anpassen. Ein Hautkamm rund um den seitlichen Mantelrand ist bei der Gattung nicht vorhanden.

### Gift
Berichten zufolge wurde eine noch nicht beschriebene Abdopus-Art (Abdopus „spezies 5“) im Hafen von Port Hedland, in der Pilbara-Region, im Norden von Western Australia gefangen, die einen Vorrat des Nervengiftes Saxitoxin, auch STX genannt, besaß. Die Menge war dreimal so viel wie der zugelassene Grenzwert für den menschlichen Verzehr von Muscheln in Europa, den USA und Australien. Nähere Forschungen stehen noch aus.

## Lebensweise

### Verhalten
Abdopus-Arten können bei einem Angriff einzelne Arme an ihrer Basis abwerfen (Autotomie). Der sich im Wasser windende Arm dient als Fluchthilfe oder auch als Köder. Die verlorenen Arme wachsen innerhalb von zwei bis drei Monaten nach.

### Vorkommen und Habitat
Bis auf eine Art, die ausschließlich im Roten Meer vorkommt, leben alle Arten im Pazifik. Die einzelnen Arten bevölkern dort verschiedene Regionen, sie kommen nicht gemeinsam (sympatrisch) vor.
Die Arten der Gattung Abdopus sind typischerweise tagaktiv. Der Lebensraum erstreckt sich über Riffflächen in Gezeitenzonen und seichte Gewässer. Abdopusse sind epipelagiale Arten und kommen in einer Tiefe von bis zu 30 Metern vor.

### Fortpflanzung
Die männlichen Spermatophoren sind klein, schmal und ungeschützt an der Spitze des Ejakulationsapparates aufgewickelt. Dieser erreicht ein Drittel der Länge der Spermatophoren.
Alle Abdopusse legen sehr große, längliche Eier. Diese werden an Stängeln, in schnur- oder zopfförmigen Strukturen, wie Girlanden, in einer Bruthöhle aufgereiht.  Die Weibchen bleiben während der Brutphase in der Höhle und nehmen in dieser Zeit keine Nahrung zu sich. Nachdem der Nachwuchs geschlüpft ist, stirbt das Weibchen.

## Systematik
Das Taxon wurde bis 2001 als Octopus horridus-Gruppe geführt, sie wurden also als Angehörige der Gattung Octopus (Oktopusse) aufgefasst. Im Jahr 2001 stellten Norman und Finn für sie eine neue Untergattung Abdopus auf, die seit 2005 als eigenständige Gattung aufgefasst wird. Abdopus undulatus wurde erst im Jahr 2007 beschrieben. In der aktuellen Systematik sind sieben Arten erfasst.
- Abdopus abaculus (Norman & Sweeney, 1997)
- Abdopus aculeatus (d’Orbigny, 1834)
- Abdopus capricornicus (Norman & Finn, 2001)
- Abdopus horridus (d’Orbigny, 1826) (Typusart)
- Abdopus tenebricus (Smith, 1884)
- Abdopus tonganus (Hoyle, 1885)
- Abdopus undulatus Huffard, 2007

## Galerie

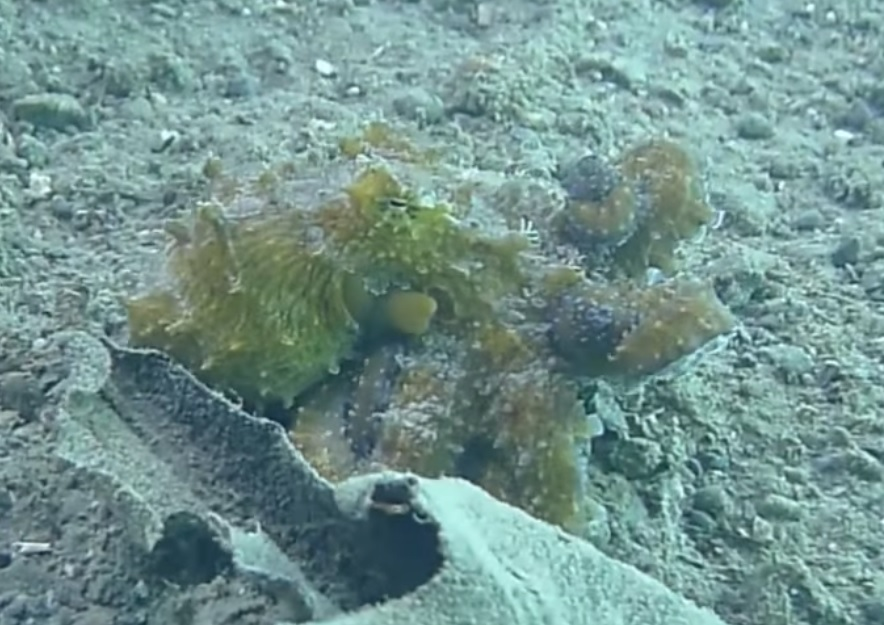
Abdopus abaculus
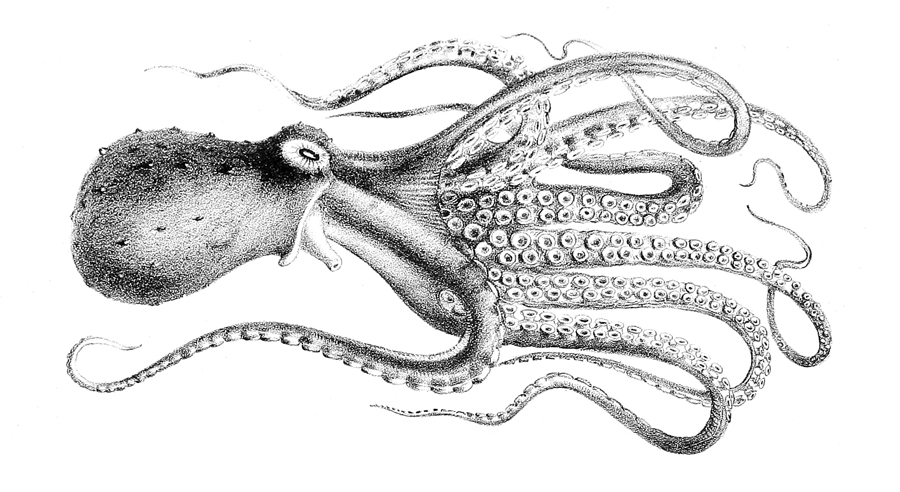
Abdopus tonganus
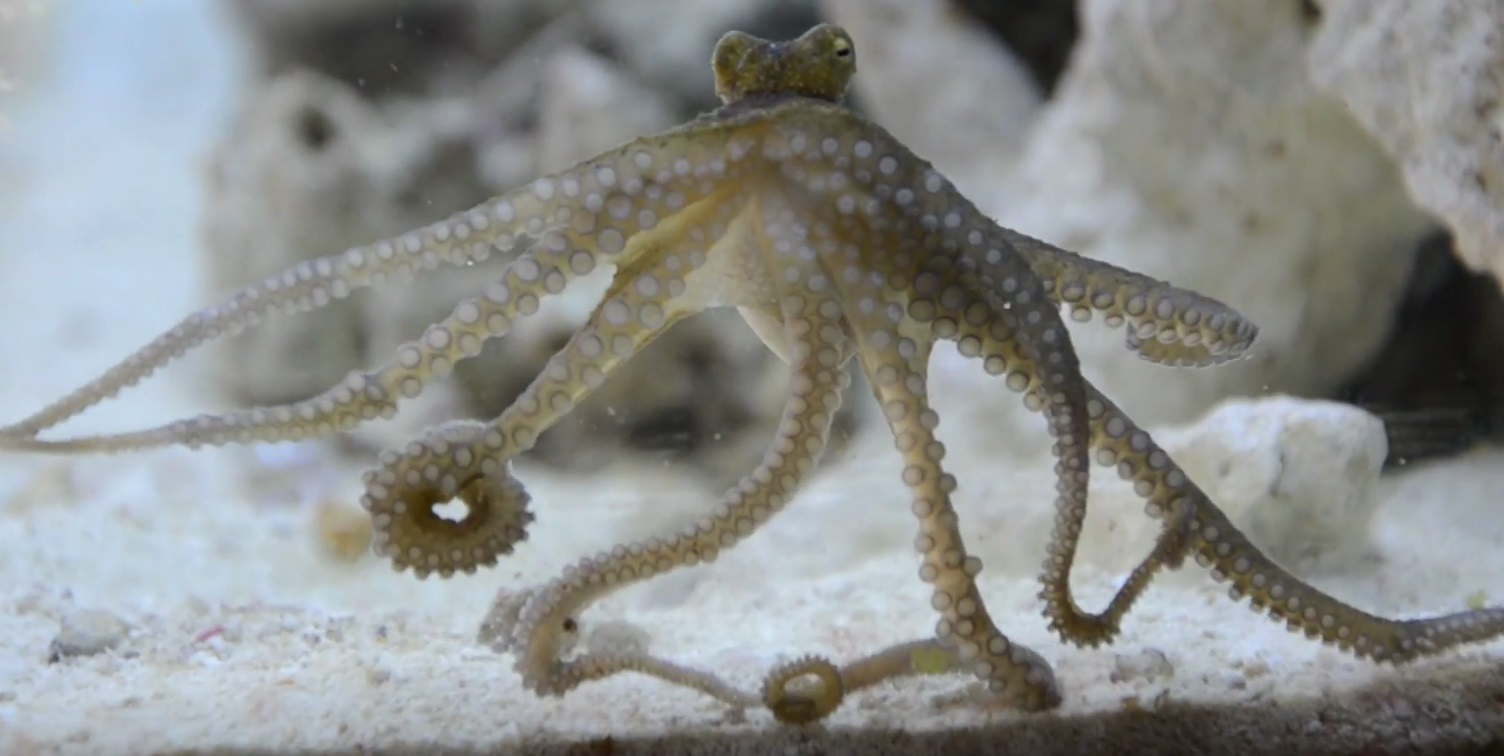
Abdopus aculeatus (Unterseite)